# Jacob Henri de Leeuw
Jacob Henri de Leeuw (* 1929; † 23. Februar 2012) war ein Flugzeugingenieur aus den Niederlanden, der eine Professur am University of Toronto Institute for Aerospace Studies (UTIAS) innehatte und zeitweise auch dessen Direktor war.

## Leben
Jacob Henri de Leeuw, auch Jaap de Leeuw genannt, war ein Klassenkamerad Anne Franks in Amsterdam. Er hatte zwei Geschwister namens Ans und Betty.
In den frühen 1950er Jahren war de Leeuw noch an der Ingenieurschule in Delft, wo er sein Diplom erhielt, doch schon im Dezember 1951 reichte er am Georgia Institute of Technology eine Arbeit mit dem Titel The Normal Component of the Induced Velocity near a Vortex Ring and Its Application to Lifting Rotor Problems ein, um den Grad eines Master of Science in Aeronautical Engineering zu erreichen. 1953 folgte am selben Institut eine Arbeit über The Normal Component of the Induced Velocity in the Vicinity of a Lifting Rotor and Some Examples of Its Application, die er zusammen mit Walter Castles jr. erstellt hatte. Später wechselte er an die Universität von Toronto, wo er 1958 seine Doktorarbeit The Interaction of a Plane Strong Shock Wave with a Steady Magnetic Field einreichte. In den 1960er Jahren wurde er Fellow des Canadian Aeronautics and Space Institute.
Mit seiner Frau Susanna, geb. Croft, hatte er einen Sohn und zwei Töchter.